# Startling Stories
Startling Stories è stata una rivista pulp di fantascienza statunitense, pubblicata dal 1939 al 1955 dall'editore Standard Magazines di Ned Pines. Fu inizialmente curata da Mort Weisinger, che era anche curatore di Thrilling Wonder Stories, l'altra testata di fantascienza della Standard.  Startling pubblicava un romanzo trainante in ogni numero; il primo fu La fiamma nera (The Black Flame) di Stanley G. Weinbaum. Quando la Standard Magazines acquistò Thrilling Wonder nel 1936, acquisì anche i diritti delle storie che erano state pubblicate nel predecessore della rivista, Wonder Stories, così in Startling vennero pubblicate delle selezioni di tali contenuti precedenti come storie della "Hall of Fame". Sotto la direzione di Weisinger il periodico si concentrò sui lettori più giovani, tendenza che si fece ancora più marcata quando Weisinger fu sostituito da Oscar J. Friend nel 1941, con copertine stereotipate e le risposte alle lettere firmate da un certo "Sergeant Saturn" ("Sergente Saturno").  Friend fu sostituito nel 1945 da Sam Merwin, Jr., che con abilità aumentò in modo sostanziale la qualità della narrativa, pubblicando Against the Fall of Night (prima versione de La città e le stelle) di Arthur C. Clarke e molte altre storie che trovarono una buona accoglienza.
Buona parte delle illustrazioni di copertina di Startling era dipinta dal pittore Earle K. Bergey, la cui fama divenne fortemente legata alla rivista, di cui dipinse quasi ogni copertina tra il 1940 e il 1952. Era celebre per dotare le sue eroine di bikini metallici e improbabili costumi; l'immagine pubblica della fantascienza nella sua epoca fu in parte creata dalla sua opera per Startling e altri periodici.  Merwin lasciò la rivista nel 1951 e venne sostituito da Samuel Mines; lo standard rimase assai elevato ma la concorrenza di nuovi e più ricchi mercati come quello di Galaxy Science Fiction e The Magazine of Fantasy & Science Fiction ebbero un impatto sull'abilità di Mines di acquisire materiale di qualità. A metà del 1952 l'editore Standard Magazines tentò di cambiare l'immagine di Startling adottando una testata con un carattere tipografico più sobrio e riducendo il sensazionalismo delle copertine, ma per il 1955 il mercato dei pulp magazine stava crollando. Startling assorbì le sue due riviste sorelle, Thrilling Wonder e Fantastic Story Magazine agli inizi del 1955, ma alla fine di quell'anno cessò a sua volta le pubblicazioni.
Ron Hanna di Wild Cat Books fece resuscitare Startling Stories nel 2007.

## Storia editoriale
Benché la fantascienza venisse pubblicata anche prima degli anni venti, essa non cominciò a condensarsi in un genere commercializzato a sé fino alla comparsa nel 1926 di Amazing Stories, un pulp magazine edito da Hugo Gernsback. Per la fine degli anni trenta il settore stava esplodendo. La Standard Magazines, una casa editrice di pulp posseduta da Ned Pines, acquisì la sua prima rivista di fantascienza, Thrilling Wonder Stories, da Gernsback nel 1936. Mort Weisinger, il curatore di Thrilling Wonder, stampò un editoriale nel febbraio 1938 chiedendo ai lettori di suggerire una rivista "sorella". Il riscontro fu positivo e il nuovo periodico, intitolato Startling Stories, fu debitamente lanciato, con un primo numero (in formato pulp, invece che bedsheet, come molti lettori avevano richiesto) datato gennaio 1939.
Startling venne lanciato con una cadenza bimestrale, a mesi alterni con Thrilling Wonder Stories, anche se nel 1940 Thrilling divenne mensile per oltre un anno. Il primo curatore editoriale fu Mort Weisinger, che era stato un attivo appassionato nei primi anni trenta ed era stato assunto da Standard Magazines nel 1935, curando Thrilling Wonder dal 1936.  Weisinger se ne andò nel 1941 per un nuovo incarico come curatore di Superman e venne sostituito da Oscar J. Friend, che era un affermato scrittore di pulp fiction, anche se con esperienza nei western e non nella fantascienza. Durante la direzione di Friend, Startling scivolò da una cadenza bimestrale a quadrimestrale. Friend durò poco più di due anni e fu sostituito da Sam Merwin, Jr. col numero dell'inverno 1945.
Merwin riuscì a rendere Startling popolare e di successo, così la rivista tornò alla cadenza bimestrale nel 1947. All'inizio del 1952 Startling divenne mensile; ciò era inusuale per il fatto che Startling era convenzionalmente più giovane di Thrilling Wonder, la sua rivista sorella, che rimase bimestrale. Merwin se ne andò poco prima di questo cambio, per poter dedicare più tempo all'attività di scrittore. Fu rimpiazzato da Samuel Mines, che aveva lavorato per le riviste western della Standard, benché fosse un aficionado della fantascienza.
Street & Smith, una delle case editrici più antiche e rispettate, cessò le pubblicazioni dei suoi pulp magazine nell'estate del 1949. I pulp stavano morendo, a causa in parte del successo dei tascabili. Standard continuò con Startling e Thrilling, ma la fine giunse solo pochi anni dopo. Nel 1954 Fredric Wertham pubblicò Seduction of the Innocent, un libro in cui asseriva che i fumetti stavano incitando la gioventù alla violenza. Una successiva audizione alla sottocommissione del Senato provocò una reazione contro i fumetti e gli editori risposero smettendo di pubblicarli. L'impatto finanziario diffuse le riviste pulp, dal momento che spesso un editore pubblicava entrambi i generi. Uno sciopero nel 1955 dell'American News Corporation, il principale distributore negli Stati Uniti, significò che le riviste rimanessero nei magazzini e non arrivassero mai in edicola; le copie invendute rappresentarono una importante perdita finanziaria e contribuirono alle decisioni degli editori di annullare le riviste. Startling fu una di queste vittime. La cadenza era già tornata da mensile a bimestrale nel 1953, divenendo quadrimestrale agli inizi del 1954. Thrilling Wonder pubblicò il suo ultimo numero all'inizio dell'anno successivo e venne fusa in Startling, così come Fantastic Story Magazine, un'altra rivista sorella, ma il periodico risultante fece solo altri tre numeri. Mines lasciò il periodico alla fine del 1954; venne sostituito per due numeri da Theron Raines, che venne seguito da Herbert D. Kastle per gli ultimi due. Il numero finale era datato autunno 1955.

## Contenuti e accoglienza

### Anni della guerra
Fin dagli inizi, ogni numero di Startling conteneva un romanzo completo, assieme a uno o più racconti; le storie lunghe non apparvero dal momento che la politica dell'editore era evitare le storie a puntate. Quando la Standard Magazines ebbe acquistato Wonder Stories nel 1936, acquisì anche i diritti per ristampare le storie che erano apparse su tale rivista e sui suoi predecessori, Air Wonder Stories e Science Wonder Stories, così Startling comprendeva anche una ristampa "Hall of Fame" da una di queste riviste in ogni numero. Il primo romanzo trainante fu La fiamma nera (The Black Flame), una versione rivista di Dawn of Flame, un racconto di Stanley Weinbaum che in precedenza era apparso solo in una edizione limitata di 250 copie. Vi era anche un tributo a Weinbaum scritto da Otto Binder; Weinbaum era morto nel 1935 e godeva di una buona considerazione, così malgrado la storia non fosse delle sue migliori fu un'eccellente pubblicità per il periodico.  Otto e suo fratello Earl a loro volta contribuirono con un racconto, Science Island, sotto il loro pseudonimo collettivo di Eando Binder. La ristampa della "Hall of Fame" era il racconto L'uomo eterno (The Eternal Man) di D. D. Sharp del 1929. Tra gli altri contenuti vi era un articolo illustrato su Albert Einstein e una serie di schizzi biografici di scienziati intitolato "Thrills in Science" ("Brividi nella scienza"). La rubrica della posta era chiamata "The Ether Vibrates" ("L'etere vibra") e vi era una rubrica regolare che recensiva le fanzine, con i recapiti in modo che i lettori potessero procurarsi direttamente le fanzine. Inizialmente le storie per la "Hall of Fame" erano scelte dal curatore, ma presto Weisinger assunse noti fan della fantascienza per operare le scelte.
Startling era popolare e presto "divenne una delle riviste basilari di fantascienza", secondo lo storico della fantascienza Mike Ashley. Il pubblico a cui si rivolgeva erano i lettori più giovani e i romanzi trainanti erano spesso space opera di noti scrittori pulp come Edmond Hamilton e Manly Wade Wellman. Oltre alla space opera cominciò a comparire narrativa più fantastica di autori come Henry Kuttner. Queste prime storie di science fantasy erano popolari tra i lettori e si contrapponevano alla fantascienza hard di cui John W. Campbell era stato pioniere con Astounding.
Weisinger desiderava compiacere i lettori più giovani e quando Friend divenne il curatore nel 1941 procedette in quella direzione, conferendo alla rivista un sapore giovanile. Ad esempio Friend introdusse "Sergeant Saturn", un personaggio (originariamente da Thrilling Wonder Stories) che rispondeva alla posta dei lettori e appariva in altre pagine della rivista. Numerosi abbonati trovarono frustrante questo approccio.
Le illustrazioni interne erano realizzate da Hans Wessolowski (più comunemente noto come "Wesso"), Mark Marchioni e Alex Schomburg, e occasionalmente Virgil Finlay. L'illustrazione di copertina era per lo più dipinta da Howard Brown, ma quando Earle K. Bergey iniziò a illustrare le copertine di Startling nel 1940, poco dopo il lancio della rivista, venne in breve identificato con il periodico; tra 1940 e 1952 (l'anno della sua morte) Bergey dipinse buona parte delle copertine.  Le sue copertine colpivano dal punto di vista visivo: nelle parole del curatore e critico di fantascienza Malcolm Edwards, mostravano tipicamente "un robusto eroe, un'eroina disperata (in bikini metallico o in pericoloso stato di déshabillé) e una orribile minaccia aliena". Il motivo del bikini metallico venne associato a Bergey e le sue copertine contribuirono parecchio a creare l'immagine della fantascienza per come veniva percepita dal grande pubblico.

### Da Merwin in poi
Quando Merwin divenne curatore editoriale nel 1945 portò dei cambiamenti, ma l'artista Earle K. Bergey mantenne la libertà creativa che gli era spettata a causa della sua relazione con la Standard. Alcuni notano che le copertine di Bergey divennero più realistiche e Merwin fece in modo di migliorare l'interno di  Startling al punto che divenne un serio rivale di Astounding, riconosciuto leader del settore. Le opinioni dei critici divergono sulla relativa qualità delle riviste di quest'epoca; Malcolm Edwards vede Startling come seconda solo ad Astounding, ma Ashley considera Thrilling Wonder la più prossima rivale di Astounding alla fine degli anni quaranta. Tra le scoperte di Merwin vi erano Jack Vance, il cui primo racconto, Il pensatore di mondi (The World-Thinker), apparve nel numero dell'estate 1945. Egli inoltre pubblicava regolarmente opere di Henry Kuttner e C.L. Moore, che scrivevano entrambi sotto il nome di Kuttner e come "Keith Hammond": in un periodo di quattro anni dal 1946 al 1949 la squadra di scrittori di Kuttner e Moore pubblicò sette romanzi su Startling, per lo più science fantasy, un sottogenere non comune a quel tempo. Tra i romanzi di rilievo apparsi alla fine degli anni quaranta Assurdo universo (What Mad Universe) di Fredric Brown e Paradosso cosmico di Charles L. Harness (Flight Into Yesterday, in seguito pubblicato in volume come The Paradox Men). Il romanzo La città e le stelle (The City and the Stars) di Arthur C. Clarke fu stampato per la prima volta su Startling in forma abbreviata, nel numero di novembre 1948, col titolo Against the Fall of Night.
Un romanzo che non comparve su Startling fu Paria dei cieli (Pebble in the Sky) di Isaac Asimov, che Merwin aveva commissionato allo scrittore all'inizio dell'estate del 1947. Dopo il passo inusuale di avere permesso al curatore di leggere per due volte la bozza incompleta senza ricevere altro che approvazione, Asimov consegnò una bozza completa nel mese di settembre. Questa volta Merwin chiese delle revisioni: Leo Margulies, il capo di Merwin, aveva deciso che Startling aveva bisogno di concentrarsi sull'azione e l'avventura nello stile di Amazing, e meno su storie cerebrali nello stile di Astounding.  Asimov, "per la prima e unica volta nella [sua] vita... andò visibilmente in collera con un editor", si precipitò fuori dalla stanza con il suo manoscritto e non presentò ma più nulla a Merwin, anche se in seguito si espresse con toni più concilianti ammettendo che la pretesa rientrava nei diritti di Merwin.
Un'altra testata della scuderia della Standard Magazines era Captain Future, una rivista lanciata un anno dopo Startling che narrava le avventure dell'eroe omonimo. Quando la rivista smise col numero della primavera 1944, la serie di romanzi continuò per qualche tempo sulle pagine di Startling; nel corso dei successivi sei anni apparvero altri dieci romanzi di "Capitan Futuro", fino all'ultimo, Birthplace of Creation, edito nel numero di maggio 1951.
Il successore di Merwin, Mines, pubblico a sua volta alcune eccellenti opere, sebbene l'aumento della concorrenza all'inizio degli anni cinquanta con Galaxy e The Magazine of Fantasy & Science Fiction conducesse a qualche diluizione della qualità e i compensi di Startling agli scrittori — da uno a due cent per parola— non potessero competere con quelli delle riviste leader del mercato. La politica editoriale di  Startling fu tuttavia più eclettica: non si limitava a un unico tipo di storia, ma pubblicava qualsiasi cosa dalla space opera melodrammatica alla fantascienza sociologica e Mines possedeva la reputazione di avere "i gusti più cattolici e le minori inibizioni" di ogni altro curatore di riviste di fantascienza.  Alla fine del 1952 Mines pubblicò Un amore a Siddo (The Lovers) di Philip José Farmer, una storia che infrangeva dei tabù incentrata su alieni che possono riprodursi solo accoppiandosi con umani.  Illustrato da Bergey con una copertina che balzava all'occhio, il dirompente racconto di Farmer integrava il sesso nella trama senza essere pruriginoso e fu ampiamente lodato. Farmer, in parte grazie a questo, vinse un premio Hugo come "nuovo autore più promettente". Tra i nuovi scrittori pubblicati da Mines vi furono Frank Herbert, che fece il suo debutto con il racconto Looking for Something? nell'aprile 1952, e Robert F. Young, il cui primo racconto, The Black Deep Thou Wingest, apparve nel giugno 1953. La grafica era a sua volta di alta qualità; le illustrazioni interne di Virgil Finlay erano "senza confronti", secondo lo storico della fantascienza Robert Ewald. Tra gli altri artisti ben noti vi erano Alex Schomburg e Kelly Freas.
Il logo della testata immediatamente riconoscibile di Startling era un residuo delle radici pulp del periodico e all'inizio del 1952 Mines decise di sostituirlo con un carattere più compassato. La copertina divenne più sobria, con astronavi al posto delle donne in bikini metallici. Con il numero di primavera 1955, all'inizio del suo ultimo anno, Startling abbandonò la sua politica di pubblicare un romanzo in ogni numero, ma dopo solo tre uscite cessò le sue pubblicazioni.

## Dettagli bibliografici
| |      | primavera | primavera | primavera | estate | estate | estate | autunno | autunno | autunno | inverno | inverno | inverno |
| | gen  | feb       | mar       | apr       | mag    | giu    | lug    | ago     | set     | ott     | nov     | dic     |         |
| --- | ---- | --------- | --------- | --------- | ------ | ------ | ------ | ------- | ------- | ------- | ------- | ------- | ------- |
| 1939 | 1/1  |           | 1/2       |           | 1/3    |        | 2/1    |         | 2/2     |         | 2/3     |         |         |
| 1940 | 3/1  |           | 3/2       |           | 3/3    |        | 4/1    |         | 4/2     |         | 4/3     |         |         |
| 1941 | 5/1  |           | 5/2       |           | 5/3    |        | 6/1    |         | 6/2     |         | 6/3     |         |         |
| 1942 | 7/1  |           | 7/2       |           | 7/3    |        | 8/1    |         | 8/2     |         | 8/3     |         |         |
| 1943 | 9/1  |           | 9/2       |           |        | 9/3    |        |         |         | 10/1    |         |         |         |
| 1944 | 10/2 |           |           | 10/3      |        |        | 11/1   |         |         | 11/2    |         |         |         |
| 1945 | 11/3 |           |           | 12/1      |        |        | 12/2   |         |         | 12/3    |         |         |         |
| 1946 | 13/1 |           | 13/2      | 13/3      |        |        | 14/1   |         |         | 14/2    |         |         |         |
| 1947 | 14/3 |           | 15/1      |           | 15/2   |        | 15/3   |         | 16/1    |         | 16/2    |         |         |
| 1948 | 16/3 |           | 17/1      |           | 17/2   |        | 17/3   |         | 18/1    |         | 18/2    |         |         |
| 1949 | 18/3 |           | 19/1      |           | 19/2   |        | 19/3   |         | 20/1    |         | 20/2    |         |         |
| 1950 | 20/3 |           | 21/1      |           | 21/2   |        | 21/3   |         | 22/1    |         | 22/2    |         |         |
| 1951 | 22/3 |           | 23/1      |           | 23/2   |        | 23/3   |         | 24/1    |         | 24/2    |         |         |
| 1952 | 24/3 | 25/1      | 25/2      | 25/3      | 26/1   | 26/2   | 26/3   | 27/1    | 27/2    | 27/3    | 28/1    | 28/2    |         |
| 1953 | 28/3 | 29/1      | 29/2      | 29/3      | 30/1   | 30/2   |        | 30/3    |         | 31/1    |         |         |         |
| 1954 | 31/2 |           |           | 31/3      |        |        | 32/1   |         |         | 32/2    |         |         |         |
| 1955 | 32/3 |           |           | 33/1      |        |        | 33/2   |         |         | 33/3    |         |         |         |
| Le uscite di Startling Stories, con i volumi / numeri. I colori indicano i diversi curatori, che furono, in sequenza, Mort Weisinger (azzurro), Oscar J. Friend (giallo), Sam Merwin, Jr. (viola), Samuel Mines (verde), Theron Raines (arancio) e Herbert D. Kastle (rosa), anche se diverse fonti sono in disaccordo su chi fosse il curatore nel corso del 1955. Le sottolineature indicano i numeri quadrimestrali (come "Estate 1949") invece che mensili. |      |           |           |           |        |        |        |         |         |         |         |         |         |

La successione dei direttori di Startling fu la seguente:
- Mort Weisinger: gennaio 1939 – maggio 1941.
- Oscar J. Friend: luglio 1941 – autunno 1944.
- Sam Merwin, Jr.: inverno 1945 – settembre 1951.
- Samuel Mines: novembre 1951 – autunno 1954.
- Theron Raines: inverno 1955 – primavera 1955.
- Herbert D. Kastle: estate 1955 – autunno 1955.

Startling fu una rivista in formato pulp per tutti i suoi 99 numeri. Era inizialmente di 132 pagine, con un prezzo di 15 cent. Il numero di pagine venne ridotto a 116 con il numero dell'estate 1944 e in seguito aumentato a 148 nel marzo 1948, quando il prezzo divenne di 20 cent. Il prezzo aumentò ancora fino a 25 cent nel novembre 1948 e il numero di pagine aumentò fino a 180. Questo fu il più elevato numero di pagine ma non durò, venendo ridotto a 164 nel marzo 1949 e poi ancota a 148 pagine nel luglio 1951. Il numero di ottobre 1953 vide calare ancora le sue pagine a 132 e un anno dopo il numero di autunno 1954 ne aveva 116. La rivista rimase 116 pagine con un prezzo di 25 cent per il resto della sua esistenza.
La cadenza originale bimensile proseguì fino al numero di marzo 1943, che fu seguita da quelli di giugno e autunno 1943.Ciò inaugurò una cadenza quadrimestrale che proseguì fino ad autunno 1946, con l'eccezione di un numero aggiuntivo, datato marzo, inserito tra quelli d'inverno e primavera 1946.Il numero successivo, gennaio 1947, iniziò un'altra sequenza bimensile, continuata senza interruzione fino a novembre 1951. Con la successiva uscita, gennaio 1952, Startling passò a una cadenza mensile, che proseguì fino al numero di giugno 1953, seguito da agosto e ottobre 1953 e ppoi da gennaio 1954. Il successivo numero fu quello della primavera 1954; la rivista rimase quindi a cadenza quadrimestrale fino all'ultimo numero, autunno 1955.

## Edizioni estere
Vi fu un'edizione di ristampe britannica edita da Pembertons tra il 1949 e il 1954, pesantemente tagliata, talvolta con solo una o due storie e normalmente solo 64 pagine, anche se i numeri di ottobre e dicembre 1952 avevano entrambi 80 pagine. Fu pubblicata a cadenza irregolare; all'inizio una o due volte l'anno, poi più o meno bimestrale a iniziare dalla metà del 1952. Le uscite erano numerate da 1 a 18.
Apparvero anche tre diverse edizioni di ristampe canadesi, per un totale di 21 o 22 uscite (le fonti differiscono sul numero corretto): vennero pubblicati dalla Publication Enterprises, Ltd. sei numeri quadrimestrali dall'estate 1945 ad autunno 1946; poi altri tre bimestrali, da maggio a settembre 1948, dalla Pines Publications; infine altri 12 numeri bimestrali da marzo 1949 a gennaio 1951, stampati dalla Better Publications del Canada. Tutti i numeri erano pressoché identici a quelli dell'edizione statunitense, anche se erano alti mezzo pollice in più.
La rivista messicana Enigmas, pubblicata per 16 numeri da agosto 1955 a maggio 1958, comprendeva molte ristampe, anzitutto da Startling e da Fantastic Story Magazine.

## Antologie derivate
Vennero pubblicate due antologie di racconti tratti da Startling. Nel 1949 Merlin Press distribuì il volume From Off This World, curato da Leo Margulies e Oscar Friend, che comprendeva storie apparse nella sezione di ristampe della "Hall of Fame" della rivista. Successivamente nel 1954 Samuel Mines curò The Best from Startling Stories, pubblicato da Henry Holt; malgrado il titolo, i racconti pubblicati provenivano sia da Startling sia dalla sua rivista sorella Thrilling Wonder Stories. L'antologia fu riedita due volte nel Regno Unito con titoli differenti: come Startling Stories nel 1954, pubblicata dalla Cassell, poi nel 1956 come edizione dello Science Fiction Book Club intitolata Moment in Time. P. Schuyler Miller la elogiò come "un'eccellente raccolta secondo gli standard di chiunque."

### Fonti
1. 1 2  (EN) Mike Ashley, Malcolm Edwards, Startling Stories, in John Clute, David Langford e Peter Nicholls (a cura di), The Encyclopedia of Science Fiction, IV edizione online, 2021. URL consultato il 9 novembre 2015.
2. ↑  Malcolm Edwards e Peter Nicholls, "SF Magazines", in Nicholls & Clute, Encyclopedia of Science Fiction, pp. 1066–1068. Aggiornata in (EN) Mike Ashley, Malcolm Edwards e Peter Nicholls, SF Magazines, in John Clute, David Langford e Peter Nicholls (a cura di), The Encyclopedia of Science Fiction, IV edizione online, 2021. URL consultato l'11 novembre 2015.
3. ↑  Ashley, Time Machines, p. 91.
4. 1 2 3 4  Ashley, Time Machines, pp. 136–139.
5. 1 2 3 4 5 6 7 8 9 10 11 12 13 14  Malcolm Edwards, "Startling Stories", in Nicholls & Clute, Encyclopedia of Science Fiction, p. 1156. Aggiornata in (EN) Mike Ashley, Malcolm Edwards, Startling Stories, in John Clute, David Langford e Peter Nicholls (a cura di), The Encyclopedia of Science Fiction, IV edizione online, 2021.
6. ↑  Ashley, Time Machines, p. 254.
7. ↑  Malcolm Edwards, "Mortimer Weisinger", in Nicholls & Clute, Encyclopedia of Science Fiction, p. 1311. Aggiornata in (EN) Malcolm Edwards e John Clute, Mort Weisinger, in John Clute, David Langford e Peter Nicholls (a cura di), The Encyclopedia of Science Fiction, IV edizione online, 2021. URL consultato l'11 novembre 2015.
8. ↑  Ashley, Time Machines, p. 123.
9. ↑  Ashley, Time Machines, pp. 187–188.
10. 1 2 3 4 5  Vedi i singoli numeri in (EN) Edizioni di Startling Stories, in Internet Speculative Fiction Database, Al von Ruff.
11. 1 2 3  Ashley, Time Machines, p. 250.
12. 1 2 3 4 5  Ashley, Transformations, p. 343.
13. 1 2 3 4 5 6 7 8 9 10 11 12 13 14 15  Robert Ewald, "Startling Stories", in Tymn e Ashley, Science Fiction, Fantasy and Weird Fiction Magazines, pp. 611–617.
14. 1 2  Ashley, Transformations, p. 12–16.
15. ↑  Ashley, Time Machines, pp. 220–225.
16. ↑  Ashley, Transformations, pp. 69–73.
17. 1 2 3 4  "Startling Stories", in Tuck, Encyclopedia of Science Fiction and Fantasy, Vol. 3, pp. 594–595.
18. ↑  Del Rey, World of Science Fiction, p. 120.
19. 1 2 3 4 5  Ashley, Time Machines, pp. 187–190.
20. ↑  Ashley, History of the Science Fiction Magazine: Vol. 2, opposite p. 153.
21. ↑  Asimov, In Memory Yet Green, pp. 498–499, 507–508.
22. ↑  Ashley, Time Machines, p. 253.
23. ↑  Per comodità, un indice online della serie di Captain Future è disponibile in: (EN) Edizioni di Captain Future, in Internet Speculative Fiction Database, Al von Ruff. URL consultato l'11 novembre 2015.
24. 1 2  De Camp, Science-Fiction Handbook, pp. 118-119.
25. ↑  Hector Pessina, "Mexico", in Tymn e Ashley, Science Fiction, Fantasy and Weird Fiction Magazines, p. 887.
26. ↑  "Mines, Samuel", in Tuck, Encyclopedia of Science Fiction and Fantasy, Vol. 2, p. 314.
27. ↑  "The Reference Library", Astounding Science Fiction, luglio 1954, pp.148–49